# Юрзинов, Вячеслав Валентинович
Вячеслав Валентинович Юрзинов (30 августа 1939 — 25 мая 1984) — советский хоккеист, нападающий.
Воспитанник московского «Динамо». Играл за команды «Химик» Воскресенск (1956/57 — 1957/58), МВО / СКА Калинин (1958/59 — 1963/64). В чемпионате СССР провёл семь сезонов. Участник зимней Спартакиады народов РСФСР 1961 в составе сборной Калининской области.
Скончался в возрасте 44 лет. Похоронен на Ваганьковском кладбище.